# Rolling shutter

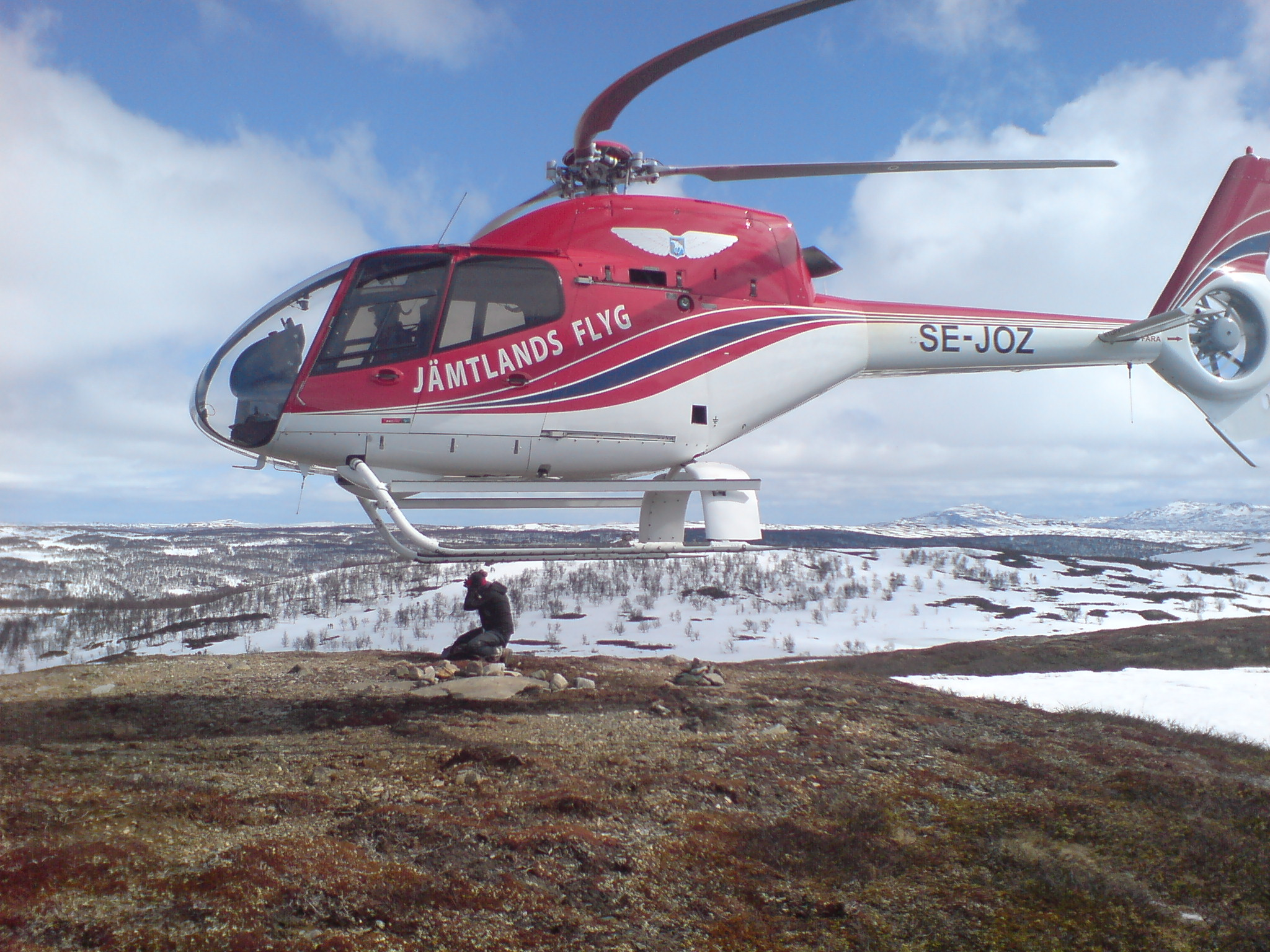
Foto de un Eurocopter EC-120. Las hojas del rotor parecen estar deformadas hacia atrás debido al efecto rolling shutter.

El rolling shutter es un método de captura de imagen realizado con un sensor CMOS, donde el obturador capta la escena a partir de un barrido. La fotografía o vídeo no corresponde a una escena entera en un instante de tiempo, sino que el obturador la escanea rápidamente de manera vertical u horizontal. En otras palabras, no todas las  partes de la escena están grabadas exactamente en el mismo momento, pero la imagen final está mostrada como si  representara un solo instante de tiempo. Esto produce distorsiones en objetos con movimientos rápidos o con determinados efectos de luz. Este fenómeno no sucede en otros dispositivos como el «obturador global» donde toda la imagen es capturada en el mismo instante.
El «rolling shutter» puede ser mecánico o electrónico. La ventaja de este método es que el sensor de imagen puede continuar captando fotones durante el proceso de adquisición, aumentando así la sensibilidad de la imagen. Este método de captura se produce en cámaras fotográficas y de vídeo que utilizan sensores CMOS, y es más evidente en condiciones extremas de movimiento o de luz. Hay algunos casos de CMOS que utilizan el global shutter, pero en el mercado la mayoría  contienen el rolling shutter.
Una de las alternativas a los sensores CMOS es el CCD o dispositivo de carga acoplada, generalmente más sensible y más caro. Las cámaras con CCD a menudo optan por el uso del global shutter, y por tanto no perciben los efectos de movimiento producidos por el efecto rolling shutters.

## Efectos de distorsión

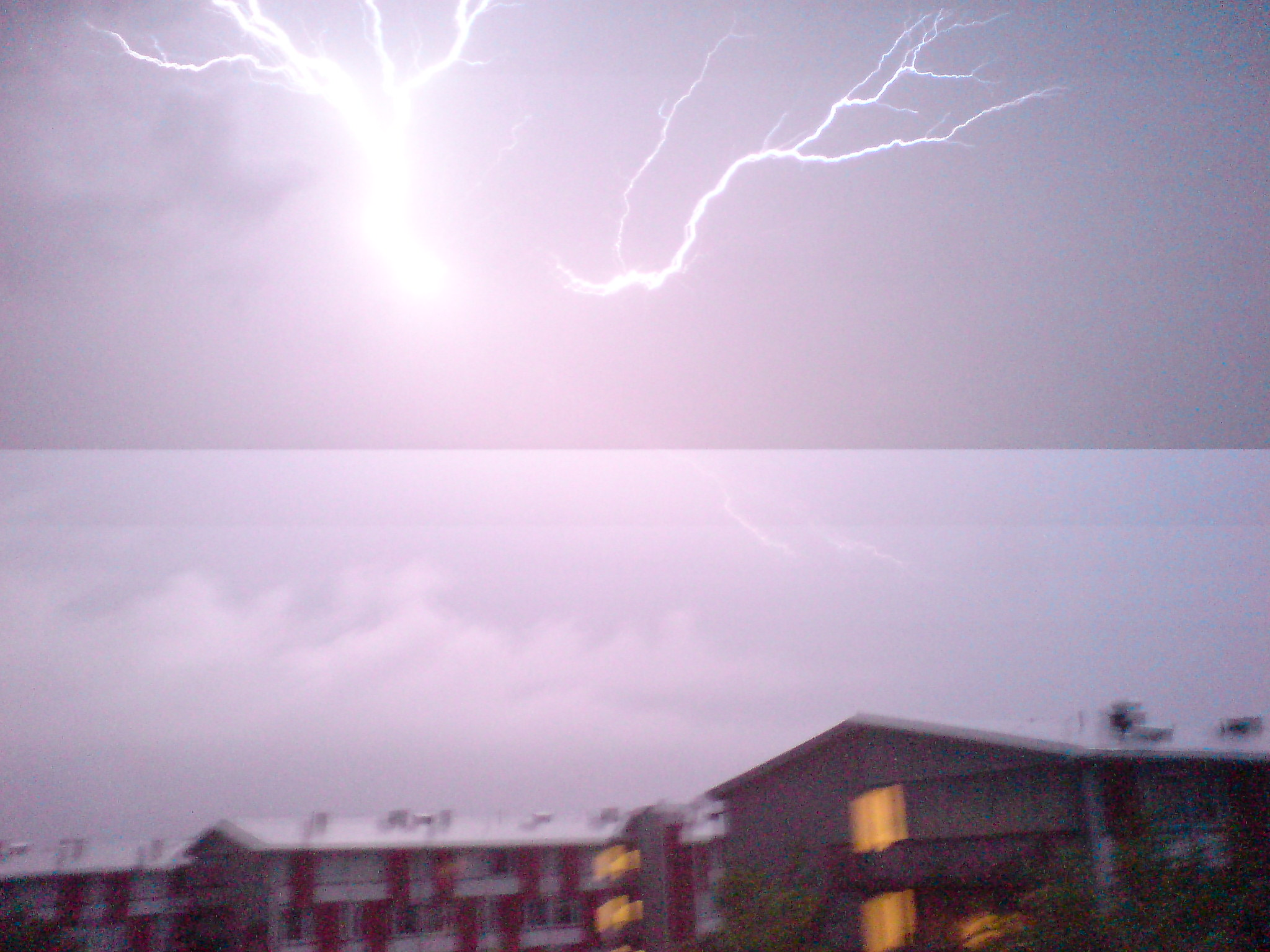
Imagen donde se exhibe la exposición parcial. Las condiciones de luz cambiaron entre la exposición de las partes superiores e inferiores de la foto.

El obturador rolling shutter puede causar efectos como:
- Wobble (tambaleo): Este fenómeno (también conocido como efecto gelatina) aparece cuando la cámara está vibrando, en situaciones como tomas de mano con teleobjetivo, o cuando se dispara desde un vehículo en movimiento. El escaneo no instantáneo de la escena hace que la imagen se tambalee de forma poco natural.
- Skew (oblicuo): La imagen se dobla diagonalmente en una dirección u otra a medida que la cámara o el sujeto se mueven de un lado a otro, exponiendo diferentes partes de la imagen en diferentes momentos. El efecto oblicuo es una manifestación menor del fenómeno del tambaleo descrito anteriormente.
- Procesamiento espacial: Los píxeles verticalmente adyacentes se muestran distorsionados cuando la cámara o el movimiento del objeto son demasiado rápidos. Un ejemplo de esto es la imagen de una hélice que gira rápidamente. La imagen distorsionada de cada cuchilla se debe a que la hélice gira a la misma velocidad o casi a la misma velocidad a la que la cámara escanea el cuadro. Esto también pasa en la imagen de un ventilador. Si este gira en el sentido de las agujas del reloj, las aspas del lado izquierdo parecen más delgadas de lo normal, mientras que las aspas del lado derecho parecen más gruesas e incluso pueden aparecer como si no estuvieran conectadas al centro.
- Procesamiento temporal (incluida la exposición parcial): Si el flash de una cámara se enciende solo durante una parte del tiempo de exposición, la iluminación del flash solo puede estar presente en algunas filas de píxeles de un fotograma determinado. Por ejemplo, el tercio superior de la imagen puede estar iluminado por un destello, mientras que los dos tercios inferiores de la imagen aparecerán oscuros ya que el flash estaba apagado en el momento en que se secuenció la última parte del CMOS. La diferencia entre las dos partes en la imagen puede parecer extraña. Este efecto también puede surgir con la iluminación fluorescente, los efectos estroboscópicos, los rayos o cualquier situación extrema en la que se vean movimientos muy rápidos o ráfagas de luz muy rápidas en el momento en que el chip CMOS capta una imagen.

Simulado el efecto del rolling shutter en un disco giratorio
[//upload.wikimedia.org/wikipedia/commons/1/15/Rolling_shutter_effect_animation.gif (haga clic en la animación)

Los efectos del rolling shutter, pueden resultar difíciles para los efectos visuales de la filmación. El proceso de matchmoving presenta una escena basada en un único instante en el tiempo, sin embargo esto es difícil con una obturación de desplazamiento que proporciona varios puntos de tiempo dentro de la misma imagen. Los resultados finales dependen de la velocidad de lectura del sensor y de la naturaleza de la escena que se filmó; como regla general, las cámaras de cine superiores tendrán velocidades de lectura más rápidas y por lo tanto un efecto rolling shutter más suave que las cámaras bajas.

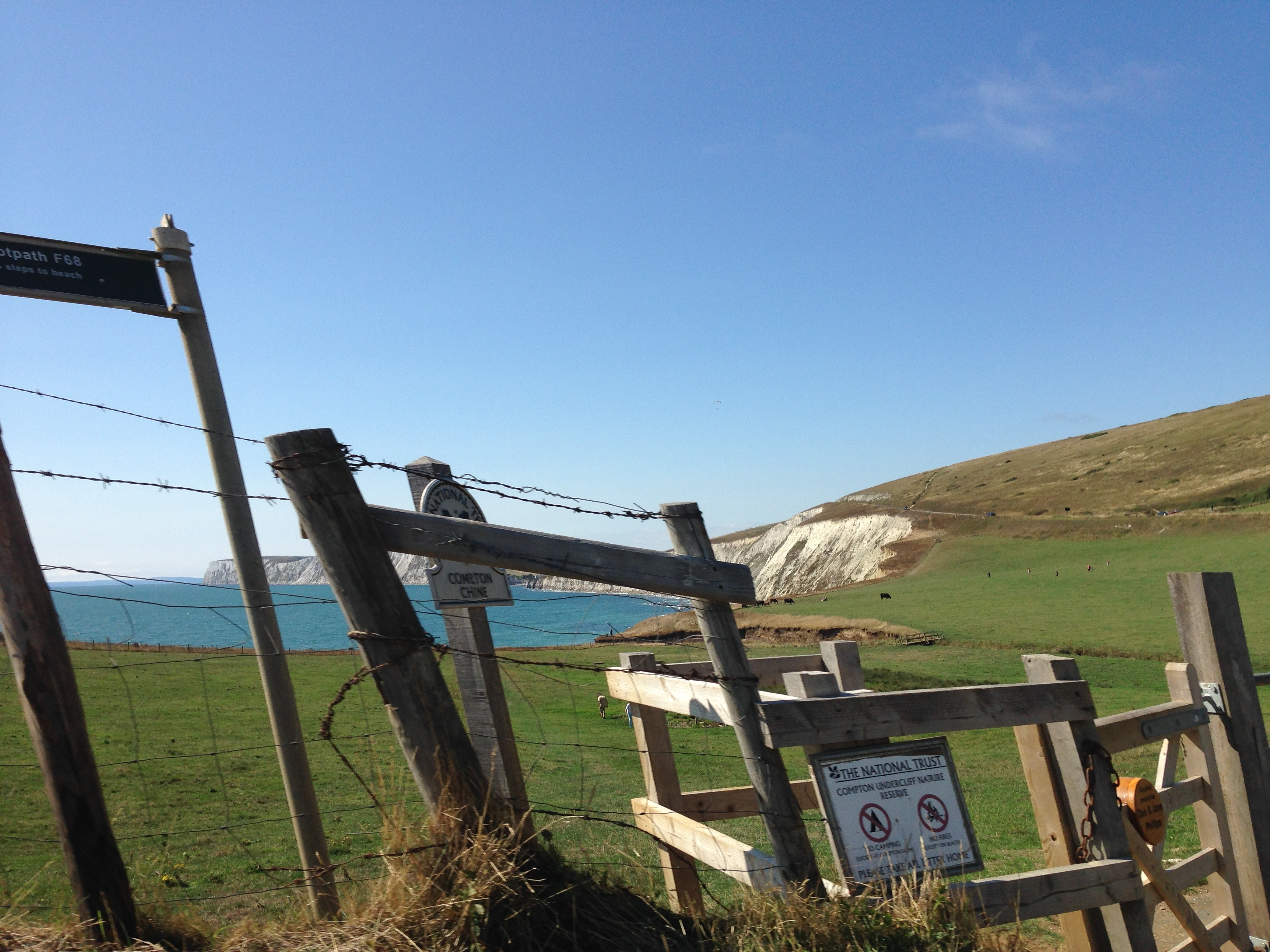
Ejemplo del efecto oblicuo causado por el rolling shutter en una fotografía tomada desde un coche a una velocidad de 50 millas por hora. Los objetos más lejanos aparecen normales mientras que en los primeros planos objetos como la verja aparecen torcidos.

Las imágenes y vídeos que sufren distorsiones causadas por el rolling shutter pueden ser mejoradas por medio de algoritmos que rectifican o compensan la obturación deformada. Este tema es un área activa de investigación.